# Liste der denkmalgeschützten Objekte in Liběšice u Žatce
Grundlage dieser Liste der denkmalgeschützten Objekte in Liběšice u Žatce ist die ÚSKP-Liste (Ústřední seznam kulturních památek České republiky, deutsch Zentrale Liste der Kulturdenkmäler der Tschechischen Republik), die von der tschechischen Denkmalschutzbehörde NPÚ (Národní památkový ústav, deutsch Nationale Denkmalbehörde) seit 1987 geführt wird und an die seit dem Jahr 1850 geschaffenen Listen anschließt.

## Denkmalgeschützte Objekte nach Ortsteilen

### Liběšice u Žatce
| Lage                                     | Objekt                   | Beschreibung                                                              | ÚSKP-Nr.                  | Bild              |
| ---------------------------------------- | ------------------------ | ------------------------------------------------------------------------- | ------------------------- | ----------------- |
| Liběšice (Standort)                      | Pfarrkirche St. Martin   | Pfarrkirche St. Martin und Wallfahrtskirche Mariä Heimsuchung Liebeschitz | 43189/5-1228 Info Katalog | weitere Bilder    |
| Liběšice, Nr. 1 (Standort)               | Bauernhof                | jetzt Pfarrhaus                                                           | 42708/5-1229 Info Katalog | Bauernhof         |
| Liběšice, Nr. 2 (Standort)               | Tor zum Bauernhof        | Bauernhof                                                                 | 43407/5-1230 Info Katalog | Tor zum Bauernhof |
| Liběšice, Friedhof (Standort)            | Grabmal                  | Grab J. S. Skrejšovský                                                    | 43149/5-4866 Info Katalog | Grabmal           |
| Liběšice, Dorfplatz (Standort)           | Denkmal                  | Denkmal zur Erinnerung an den Zweiten Weltkrieg                           | 42867/5-4985 Info Katalog | Denkmal           |
| Liběšice, außerhalb des Ortes (Standort) | Alter Jüdischer Friedhof | Alter Jüdischer Friedhof, angelegt 1776                                   | 53976/5-1252 Info Katalog | weitere Bilder    |

### Dobříčany
| Lage                        | Objekt    | Beschreibung             | ÚSKP-Nr.                  | Bild           |
| --------------------------- | --------- | ------------------------ | ------------------------- | -------------- |
| Dobříčany, Nr. 1 (Standort) | Schloss   | Schlossruine Dobritschan | 42868/5-1118 Info Katalog | weitere Bilder |
| Dobříčany, Nr. 6 (Standort) | Bauernhof | Bauernhof                | 43609/5-1119 Info Katalog | Bauernhof      |

### Líčkov
| Lage                          | Objekt         | Beschreibung                          | ÚSKP-Nr.                  | Bild           |
| ----------------------------- | -------------- | ------------------------------------- | ------------------------- | -------------- |
| Líčkov, Nr. 1 (Standort)      | Schloss        | Schloss Litschkau                     | 42829/5-1248 Info Katalog | weitere Bilder |
| Líčkov, am Schloss (Standort) | Bildstock      | Bildstock (Nischenkapelle mit Statue) | 43390/5-4819 Info Katalog | Bildstock      |
| Líčkov, Dorfplatz (Standort)  | Nepomuk-Statue | Nepomuk-Statue                        | 42507/5-1251 Info Katalog | Nepomuk-Statue |
| Líčkov, Nr. 67 (Standort)     | Bauernhof      | Bauernhof                             | 43186/5-1253 Info Katalog | Bauernhof      |
| Líčkov, Nr. 69 (Standort)     | Bauernhof      | Bauernhof                             | 43186/5-1255 Info Katalog | Bauernhof      |
| Líčkov, Nr. 70 (Standort)     | Bauernhof      | Bauernhof                             | 43186/5-1256 Info Katalog | Bauernhof      |